# NGC 2786
NGC 2786 este o galaxie LINER situată în constelația Racul. A fost descoperită în 5 aprilie 1864 de către Albert Marth. Se află la o distanță de 82,41 de megaparseci de Pământ.